# たっこ王子
たっこ王子は青森県田子町において2011年より展開しているたっこにんにくイメージキャラクターである。
中世から栄えているにんにくランド耕国の第229代国王の嫡子として誕生した。日夜たっこにんにくの品質管理とPRに努め、ランド耕国の民からは「たっこ王子」として愛されている。

## プロフィール
- 名前：たっこ王子
- 生年月日：平成23年2月29日
- 性別：男
- 身長/体重：にんにく229個分
- にんにくランド耕国
- 住まい：青森県田子町
- 特技：笑顔
- 資格：美白検定1級
- 使命：「たっこにんにく」の品質とブランドを守ること
- 好きな食べ物：にんにく料理・にんにくソフト
- 友好国：ギルロイ耕国、モンテチェリ耕国、ソーサン耕国
- 好きなこと：にんにく植え・掘り、にんにくの皮むき、にんにく飛ばし

## 活動
田子町経済課では「たっこにんにく」の生産、販売の拡大を目的とし、平成23年4月にたっこにんにく振興室を立ち上げた。「たっこにんにく」の知名度を高めるために、イメージキャラクターである「たっこ王子」の着ぐるみを着て、テレビ等メディアに出演している。
TwitterやFacebookなどで情報発信をしている。
「ゆるキャラグランプリ2015」に参加し、1598ポイントを獲得の総合923位。目標は229位であった。

## グッズ
- たっこ王子Tシャツ 2685円(税込2900円)
- たっこ王子ポロシャツ 2685円(税込2900円)
- たっこ王子ブルゾン 3050円(税込3294円)
- たっこ王子エプロン 2963円(税込3200円)
- たっこ王子ランチバック 1343円(税込1450円)